# Václav Petr
Václav Petr (10. září 1897 Podmokly nad Labem – 22. června 1978 Praha) byl pražský nakladatel, editor a knihkupec činný od roku 1921 do roku 1949. Vydával práce básnické generace 20. let, např. Jiřího Wolkera, beletrii, cestopisy, naučnou i dětskou literaturu.

## Život
Štěpánová uvádí, že se vyučil "v nakladatelství Zmatlík a Palička, absolvoval Obchodní pokračovací školu knihkupců a nakladatelů a pracoval v nakladatelství Jana Otty."

## Nakladatelství
Václav Petr vydával beletrii, naučnou literaturu, práce básnické generace 20. let, např. Jiřího Wolkera, cestopisy a dětskou literaturu.
Vydal celkem 759 knih, z toho 169 v edici Atom, která byla pro nakladatelství stěžejní a jejímž prvním titulem bylo Neznámé arcidílo (Honoré de Balzac, grafická úprava Berta Reifová) a posledním Pouť hrdinova (Vladimír Pazourek). Poslední knihou, kterou Václav Petr vydal, byla Pohádka o neposlušném kominíčkovi od Hany Žantovské s kresbami Václava Bláhy staršího (otce Václava Bláhy). Mezi jeho další významné nakladatelské počiny patří mj. první vydání Seifertovy sbírky Na vlnách TSF (1925, grafiky upravil Karel Teige) či Jiráskova románu F. L. Věk (1939, ilustroval Adolf Kašpar). Spolupracoval s výtvarníky jako byli např. Cyril Bouda, Jaroslav Šváb či Jan Konůpek.

## Funkcionář
Působil jako funkcionář klubu moderních nakladatelů Kmen (zakládající člen, předsedou zvolen 1928) a Svazu českých knihkupců a nakladatelů.